# بخش سدرویل (شهرستان گرین، اوهایو)
بخش سدرویل (به انگلیسی: Cedarville Township) یک منطقهٔ مسکونی در ایالات متحده آمریکا است که در شهرستان گرین، اوهایو واقع شده‌است.
 بخش سدرویل ۱۰۱٫۷ کیلومتر مربع مساحت و ۵٬۵۰۰ نفر جمعیت دارد و ۳۱۹ متر بالاتر از سطح دریا واقع شده‌است.